# Alignement de la Grée Galot

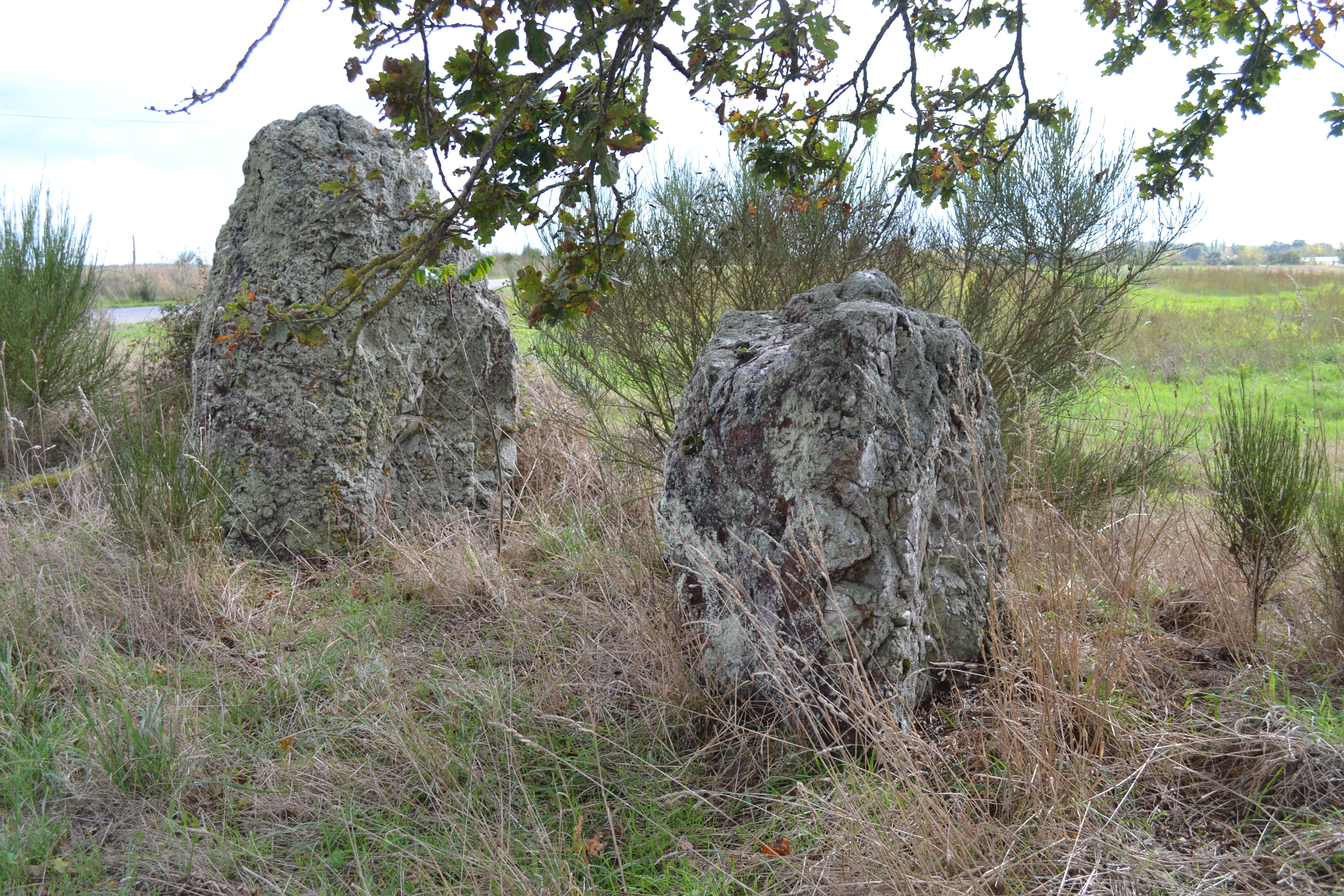
Alignement de la Grée Galot

Die Megalithen des Alignement de la Grée Galot (auch als Alignement de l’Orme d’à-Haut  oder als „Weißes Felsenkreuz“ bezeichnet) stehen nahe der Straße D 1, an der Grenze zwischen Sion-les-Mines im Norden und Lusanger im Süden, im Norden des Département Loire-Atlantique in Frankreich.
Es ist die einzige bekannte Steinreihe im Département. Von den ursprünglich neun Blöcken sind sieben im Laufe der Jahrhunderte umgestürzt oder verschwunden.
Die Steinreihe besteht heute aus sieben Hauptblöcken aus Quarzsandstein. Ausgehend vom Westen stehen der zweite und dritte Monolith noch. Sie sind 1,2 bzw. 1,8 m hoch. Die anderen liegen am Boden. Der sechste, etwa 2,0 m lange Block wurde 1825 in zwei Hälften geteilt um als Pont mégalithique zu dienen, was misslang. Ein weiterer Megalith findet sich in der Straße.
Laut Jean-Philippe Bouvet steht die Steinreihe seit 1782 im lokalen Kulturatlas. 1788 gab es noch sieben Steine, die über eine Länge von etwa 13 Metern Ost-West orientiert waren. Es waren bereits fünf umgefallen, als 1853 die letzte Ausgabe des Dictionnaire de Bretagne veröffentlicht wurde. Pitre de Lisle du Dreneuc (1846–1924) machte zu dieser Zeit eine Skizze, die dem heutigen Zustand sehr ähnlich ist.